# Asthenolabus agilis
Asthenolabus agilis là một loài tò vò trong họ Ichneumonidae.